# Pouligny-Saint-Pierre
Pouligny-Saint-Pierre är en kommun i departementet Indre i regionen Centre-Val de Loire i de centrala delarna av Frankrike. Kommunen ligger i kantonen Le Blanc som tillhör arrondissementet Le Blanc. År 2022 hade Pouligny-Saint-Pierre 1 032 invånare.

## Befolkningsutveckling
Antalet invånare i kommunen Pouligny-Saint-Pierre
Referens:INSEE